# پاتریشیا کندی
پاتریشیا کندی (انگلیسی: Patricia Kennedy; ۱۷ مارس ۱۹۱۶ – ۱۰ دسامبر ۲۰۱۲) هنرپیشه اهل استرالیا بود. کندی در کوئینزکلیف (ویکتوریا) بدنیا آمد. او سابقه طولانی در حرفه تئاتر، رادیو، فیلم و تلویزیون داشت. پاتریشیا در سال ۱۹۸۲ برای خدمت به هنرهای نمایشی نشان امپراتوری بریتانیا را دریافت کرد.
از فیلم‌ها یا برنامه‌های تلویزیونی که وی در آن نقش داشته‌است می‌توان به زندگی کشور، حرفه درخشان من اشاره کرد.